# Handebol nos Jogos Pan-Americanos de 2023 - Feminino
O torneio feminino de handebol nos Jogos Pan-Americanos de 2023 foi disputado entre 24 e 29 de outubro de 2023 no Ginásio Poliesportivo de Viña del Mar.
Oito equipes participaram do evento, com a vencedora se classificando para os Jogos Olímpicos de 2024 em Paris, França.

## Qualificação
Um total de oito equipes se classificaram para competir neste evento, sendo quatro da América do Sul e quatro das Américas Central e do Norte. Como nação anfitriã, o Chile qualificou-se automaticamente.
| Evento                                      | Datas                            | Local            | Vagas | Classificados     |
| ------------------------------------------- | -------------------------------- | ---------------- | ----- | ----------------- |
| País-sede                                   | —                                | —                | 1     | Chile             |
| Jogos Pan-Americanos Júnior de 2021         | 23–28 de novembro de 2021        | Cali             | 1     | Argentina         |
| Jogos Sul-Americanos de 2022                | 6–10 de outubro de 2022          | Assunção         | 2     | Brasil · Paraguai |
| Eliminatória USA-CAN                        | 10 e 13 de novembro de 2022      | Lansing Montreal | 1     | Canadá            |
| Jogos Centro-Americanos e do Caribe de 2023 | 23 de junho – 8 de julho de 2023 | San Salvador     | 2     | Cuba · Porto Rico |
| Repescagem                                  | 3–5 de agosto de 2023            | Santo Domingo    | 1     | Uruguai           |
| Total                                       |                                  |                  | 8     |                   |

## Medalhistas
|  | BRA Brasil |  | ARG Argentina |  | PAR Paraguai |
|  | Gabriela Moreschi Bruna de Paula Mairiane Fernandes Tamires Araújo Ana Paula Rodrigues Larissa Araújo Adriana Castro Giulia Guarieiro Francielle da Rocha Marcela Arounian Jhennifer dos Santos Patrícia Matieli Renata Arruda Mariana Costa |  | Marisol Carratú Sofía Rivadeneira Manuela Pizzo Ayelén García Rocío Campigli Luciana Mendoza Fátima Rosalez Giuliana Gavilán Malena Cavo Macarena Gandulfo Elke Karsten Carolina Bono Micaela Casasola Lucía Dalle Crode |  | Fátima Acuña Ada Miskinich Fernanda Insfrán Kamila Rolón Jazmín Mendoza Karina dos Santos Kiara Vergara Camila Feschenko Delyne Leiva Fátima Ocampos María Paula Fernández Belinda Bobadilla Maggie Lugo María Espinoza |

## Fase de grupos
A distribuição das equipes pelos grupos foi definida em 1 de setembro de 2023 no Estádio Sausalito, em Viña de Mar.

### Grupo A
| Pos | Equipe     | Pts | J | V | E | D | GP  | GC | SG  | Classificado              |
| --- | ---------- | --- | - | - | - | - | --- | -- | --- | ------------------------- |
| 1   | Argentina  | 6   | 3 | 3 | 0 | 0 | 105 | 42 | +63 | Semifinais                |
| 2   | Chile      | 4   | 3 | 2 | 0 | 1 | 61  | 57 | +4  | Semifinais                |
| 3   | Porto Rico | 2   | 3 | 1 | 0 | 2 | 57  | 89 | −32 | Classificação 5º–8º lugar |
| 4   | Canadá     | 0   | 3 | 0 | 0 | 3 | 65  | 79 | −14 | Classificação 5º–8º lugar |

| 24 de outubro 17:30 (UTC−3) | Argentina              | 46 – 17   | Porto Rico       | Ginásio Poliesportivo, Viña del Mar |
| 24 de outubro 17:30 (UTC−3) | Dalle Crode, Karsten 7 | (21–9)    | três jogadoras 3 | Ginásio Poliesportivo, Viña del Mar |
| 24 de outubro 17:30 (UTC−3) | 2×                     | Relatório | 5× 1×            | Ginásio Poliesportivo, Viña del Mar |

| 24 de outubro 20:00 (UTC−3) | Canadá             | 14 – 23   | Chile    | Ginásio Poliesportivo, Viña del Mar |
| 24 de outubro 20:00 (UTC−3) | Lacasse, Lapante 3 | (11–11)   | Lovera 7 | Ginásio Poliesportivo, Viña del Mar |
| 24 de outubro 20:00 (UTC−3) | 6× 1×              | Relatório | 3× 1×    | Ginásio Poliesportivo, Viña del Mar |

| 25 de outubro 17:30 (UTC−3) | Chile    | 15 – 28   | Argentina | Ginásio Poliesportivo, Viña del Mar |
| 25 de outubro 17:30 (UTC−3) | Lovera 5 | (9–16)    | Karsten 7 | Ginásio Poliesportivo, Viña del Mar |
| 25 de outubro 17:30 (UTC−3) | 2×       | Relatório | 4× 1×     | Ginásio Poliesportivo, Viña del Mar |

| 25 de outubro 20:00 (UTC−3) | Porto Rico         | 25 – 20   | Canadá   | Ginásio Poliesportivo, Viña del Mar |
| 25 de outubro 20:00 (UTC−3) | Cabrera, Hiraldo 6 | (15–7)    | Zimmer 6 | Ginásio Poliesportivo, Viña del Mar |
| 25 de outubro 20:00 (UTC−3) | 1×                 | Relatório | 2×       | Ginásio Poliesportivo, Viña del Mar |

| 26 de outubro 17:30 (UTC−3) | Argentina  | 31 – 10   | Canadá     | Ginásio Poliesportivo, Viña del Mar |
| 26 de outubro 17:30 (UTC−3) | Karsten 10 | (15–4)    | Laplante 3 | Ginásio Poliesportivo, Viña del Mar |
| 26 de outubro 17:30 (UTC−3) | 1×         | Relatório | 6×         | Ginásio Poliesportivo, Viña del Mar |

| 26 de outubro 20:00 (UTC−3) | Porto Rico        | 15 – 23   | Chile            | Ginásio Poliesportivo, Viña del Mar |
| 26 de outubro 20:00 (UTC−3) | Benítez, García 3 | (12–9)    | três jogadoras 4 | Ginásio Poliesportivo, Viña del Mar |
| 26 de outubro 20:00 (UTC−3) | 1×                | Relatório | 1×               | Ginásio Poliesportivo, Viña del Mar |

### Grupo B
| Pos | Equipe   | Pts | J | V | E | D | GP  | GC  | SG  | Classificado              |
| --- | -------- | --- | - | - | - | - | --- | --- | --- | ------------------------- |
| 1   | Brasil   | 6   | 3 | 3 | 0 | 0 | 104 | 35  | +69 | Semifinais                |
| 2   | Paraguai | 2   | 3 | 1 | 0 | 2 | 68  | 76  | −8  | Semifinais                |
| 3   | Uruguai  | 2   | 3 | 1 | 0 | 2 | 53  | 75  | −22 | Classificação 5º–8º lugar |
| 4   | Cuba     | 2   | 3 | 1 | 0 | 2 | 62  | 101 | −39 | Classificação 5º–8º lugar |

| 24 de outubro 10:00 (UTC−3) | Cuba            | 25 – 21   | Uruguai    | Ginásio Poliesportivo, Viña del Mar |
| 24 de outubro 10:00 (UTC−3) | Reyes, Téllez 5 | (13–6)    | Barreiro 5 | Ginásio Poliesportivo, Viña del Mar |
| 24 de outubro 10:00 (UTC−3) | 5×              | Relatório | 3×         | Ginásio Poliesportivo, Viña del Mar |

| 24 de outubro 12:30 (UTC−3) | Brasil             | 27 – 15   | Paraguai  | Ginásio Poliesportivo, Viña del Mar |
| 24 de outubro 12:30 (UTC−3) | quatro jogadoras 4 | (15–7)    | Insfrán 6 | Ginásio Poliesportivo, Viña del Mar |
| 24 de outubro 12:30 (UTC−3) | 1×                 | Relatório | 1×        | Ginásio Poliesportivo, Viña del Mar |

| 25 de outubro 10:00 (UTC−3) | Uruguai  | 9 – 28    | Brasil   | Ginásio Poliesportivo, Viña del Mar |
| 25 de outubro 10:00 (UTC−3) | Bianco 6 | (5–17)    | Araújo 5 | Ginásio Poliesportivo, Viña del Mar |
| 25 de outubro 10:00 (UTC−3) | 2× 1×    | Relatório | 2×       | Ginásio Poliesportivo, Viña del Mar |

| 25 de outubro 12:30 (UTC−3) | Paraguai           | 31 – 26   | Cuba     | Ginásio Poliesportivo, Viña del Mar |
| 25 de outubro 12:30 (UTC−3) | Fernández, Leiva 6 | (17–13)   | Amorós 9 | Ginásio Poliesportivo, Viña del Mar |
| 25 de outubro 12:30 (UTC−3) | 1× 2×              | Relatório | 2× 1×    | Ginásio Poliesportivo, Viña del Mar |

| 26 de outubro 10:00 (UTC−3) | Paraguai    | 22 – 23   | Uruguai  | Ginásio Poliesportivo, Viña del Mar |
| 26 de outubro 10:00 (UTC−3) | Fernández 8 | (9–11)    | Bianco 5 | Ginásio Poliesportivo, Viña del Mar |
| 26 de outubro 10:00 (UTC−3) | 5× 1×       | Relatório | 3×       | Ginásio Poliesportivo, Viña del Mar |

| 26 de outubro 12:30 (UTC−3) | Brasil    | 49 – 11 | Cuba     | Ginásio Poliesportivo, Viña del Mar |
| 26 de outubro 12:30 (UTC−3) | Castro 10 | (26–6)  | Toledo 3 | Ginásio Poliesportivo, Viña del Mar |
| 26 de outubro 12:30 (UTC−3) | Relatório |         |          | Ginásio Poliesportivo, Viña del Mar |

## Classificação 5º–8º lugar
|  | Classificação 5º–8º lugar | Classificação 5º–8º lugar |                        |    | Disputa pelo 5.° lugar | Disputa pelo 5.° lugar |
|  |                           |                           |                        |    |                        |                        |
|  | 28 de outubro – 10:00     |                           |                        |    |                        |                        |
|  |                           |                           |                        |    |                        |                        |
|  | Cuba                      | 26                        |                        |    |                        |                        |
|  | Cuba                      | 26                        | 29 de outubro – 14:30  |    |                        |                        |
|  | Canadá                    | 20                        |                        |    |                        |                        |
|  | Canadá                    | 20                        | Cuba                   | 29 |                        |                        |
|  | 28 de outubro – 12:30     |                           | Cuba                   | 29 |                        |                        |
|  |                           | Porto Rico                | 31                     |    |                        |                        |
|  | Porto Rico                | Porto Rico                | 31                     | 30 |                        |                        |
|  | Porto Rico                |                           |                        | 30 |                        |                        |
|  | Uruguai                   | 23                        |                        |    |                        |                        |
|  | Uruguai                   | 23                        | Disputa pelo 7.° lugar |    |                        |                        |
|  |                           |                           |                        |    |                        |                        |
|  | 29 de outubro – 13:15     |                           |                        |    |                        |                        |
|  |                           |                           |                        |    |                        |                        |
|  | Canadá                    | 19                        |                        |    |                        |                        |
|  | Canadá                    | 19                        |                        |    |                        |                        |
|  | Uruguai                   | 22                        |                        |    |                        |                        |

| 28 de outubro 10:00 (UTC−3) | Cuba     | 26 – 20   | Canadá           | Ginásio Poliesportivo, Viña del Mar |
| 28 de outubro 10:00 (UTC−3) | Téllez 7 | (13–6)    | três jogadoras 4 | Ginásio Poliesportivo, Viña del Mar |
| 28 de outubro 10:00 (UTC−3) | 3×       | Relatório | 5× 1×            | Ginásio Poliesportivo, Viña del Mar |

| 28 de outubro 12:30 (UTC−3) | Porto Rico         | 30 – 23   | Uruguai     | Ginásio Poliesportivo, Viña del Mar |
| 28 de outubro 12:30 (UTC−3) | Benítez, Hiraldo 6 | (14–8)    | Barreiro 10 | Ginásio Poliesportivo, Viña del Mar |
| 28 de outubro 12:30 (UTC−3) | 4× 1×              | Relatório | 3×          | Ginásio Poliesportivo, Viña del Mar |

#### Disputa pelo sétimo lugar
| 29 de outubro 13:15 (UTC−3) | Canadá     | 19 – 22   | Uruguai  | Ginásio Poliesportivo, Viña del Mar |
| 29 de outubro 13:15 (UTC−3) | Routhier 6 | (11–10)   | Bianco 6 | Ginásio Poliesportivo, Viña del Mar |
| 29 de outubro 13:15 (UTC−3) | 8× 1×      | Relatório | 2×       | Ginásio Poliesportivo, Viña del Mar |

#### Disputa pelo quinto lugar
| 29 de outubro 14:30 (UTC−3) | Cuba       | 29–31     | Porto Rico  | Ginásio Poliesportivo, Viña del Mar |
| 29 de outubro 14:30 (UTC−3) | González 7 | (13–12)   | Ceballos 10 | Ginásio Poliesportivo, Viña del Mar |
| 29 de outubro 14:30 (UTC−3) | 5× 1×      | Relatório | 2× 1×       | Ginásio Poliesportivo, Viña del Mar |

## Fase final
|  | Semifinais            | Semifinais |                       |    | Final | Final |
|  |                       |            |                       |    |       |       |
|  | 28 de outubro – 17:30 |            |                       |    |       |       |
|  |                       |            |                       |    |       |       |
|  | Argentina             | 28         |                       |    |       |       |
|  | Argentina             | 28         | 29 de outubro – 22:30 |    |       |       |
|  | Paraguai              | 18         |                       |    |       |       |
|  | Paraguai              | 18         | Argentina             | 18 |       |       |
|  | 28 de outubro – 20:00 |            | Argentina             | 18 |       |       |
|  |                       | Brasil     | 30                    |    |       |       |
|  | Brasil                | Brasil     | 30                    | 30 |       |       |
|  | Brasil                |            |                       | 30 |       |       |
|  | Chile                 | 10         |                       |    |       |       |
|  | Chile                 | 10         | Medalha de bronze     |    |       |       |
|  |                       |            |                       |    |       |       |
|  | 29 de outubro – 20:15 |            |                       |    |       |       |
|  |                       |            |                       |    |       |       |
|  | Paraguai              | 23         |                       |    |       |       |
|  | Paraguai              | 23         |                       |    |       |       |
|  | Chile                 | 20         |                       |    |       |       |

### Semifinais
| 28 de outubro 17:30 (UTC−3) | Argentina        | 28 – 18   | Paraguai    | Ginásio Poliesportivo, Viña del Mar |
| 28 de outubro 17:30 (UTC−3) | três jogadoras 5 | (10–7)    | Fernández 6 | Ginásio Poliesportivo, Viña del Mar |
| 28 de outubro 17:30 (UTC−3) | 3×               | Relatório | 5× 1×       | Ginásio Poliesportivo, Viña del Mar |

| 28 de outubro 20:00 (UTC−3) | Brasil    | 30 – 10   | Chile  | Ginásio Poliesportivo, Viña del Mar |
| 28 de outubro 20:00 (UTC−3) | Castro 11 | (19–8)    | Paul 3 | Ginásio Poliesportivo, Viña del Mar |
| 28 de outubro 20:00 (UTC−3) | 2× 1×     | Relatório | 1×     | Ginásio Poliesportivo, Viña del Mar |

### Disputa pelo bronze
| 29 de outubro 20:15 (UTC−3) | Paraguai   | 23 – 20   | Chile    | Ginásio Poliesportivo, Viña del Mar |
| 29 de outubro 20:15 (UTC−3) | Insfrán 10 | (14–11)   | Lovera 9 | Ginásio Poliesportivo, Viña del Mar |
| 29 de outubro 20:15 (UTC−3) | 3× 1×      | Relatório | 1×       | Ginásio Poliesportivo, Viña del Mar |

### Disputa pelo ouro
| 29 de outubro 22:30 (UTC−3) | Argentina | 18 – 30   | Brasil  | Ginásio Poliesportivo, Viña del Mar |
| 29 de outubro 22:30 (UTC−3) | Pizzo 4   | (7–16)    | Rocha 7 | Ginásio Poliesportivo, Viña del Mar |
| 29 de outubro 22:30 (UTC−3) | 4× 1×     | Relatório | 5× 1×   | Ginásio Poliesportivo, Viña del Mar |

## Classificação final
| Pos.              | Equipe     | Campanha | Campanha | Campanha | Campanha | Campanha | Campanha |
| Pos.              | Equipe     | V        | E        | D        | GP       | GC       | SG       |
| ----------------- | ---------- | -------- | -------- | -------- | -------- | -------- | -------- |
| Medalha de ouro   | Brasil     | 5        | 5        | 0        | 164      | 63       | +101     |
| Medalha de prata  | Argentina  | 5        | 4        | 1        | 151      | 90       | +61      |
| Medalha de bronze | Paraguai   | 5        | 2        | 3        | 109      | 124      | –15      |
| 4                 | Chile      | 5        | 2        | 3        | 91       | 110      | –19      |
| 5                 | Porto Rico | 5        | 3        | 2        | 118      | 141      | –23      |
| 6                 | Cuba       | 5        | 2        | 3        | 117      | 150      | –33      |
| 7                 | Uruguai    | 5        | 3        | 2        | 98       | 124      | –26      |
| 8                 | Canadá     | 5        | 0        | 5        | 104      | 127      | –23      |